# Nephargynnis blanca
Nephargynnis blanca är en fjärilsart som beskrevs av Emmel och Sterling O. Mattoon 1972. Nephargynnis blanca ingår i släktet Nephargynnis och familjen praktfjärilar. Inga underarter finns listade i Catalogue of Life.